# Anne Knüpp
Anne Knüpp (* 7. Januar 1954) ist eine ehemalige deutsche Fußballspielerin.

## Karriere

### Vereine
Knüpp gehörte als Mittelfeldspielerin zunächst von 1982 bis 1984 Tennis Borussia Berlin an. Als Meister aus dem Berliner Verband 1983 hervorgegangen, nahm sie mit ihrer Mannschaft an der Endrunde um die Deutsche Meisterschaft teil. In der in Hin- und Rückrunde ausgetragenen Meisterschaft setzte sie sich mit ihrer Mannschaft gegen den TSV Siegen und den SC Klinge Seckach im Achtel- und Viertelfinale mit jeweils zweimal 2:0 und 5:0 durch. Nachdem auch der KBC Duisburg im Halbfinale im Gesamtergebnis mit 6:2 bezwungen werden konnte, erreichte sie mit ihrer Mannschaft das am 25. Juni 1983 im Stadion An der Paffrather Straße beim gastgebenden SSG 09 Bergisch Gladbach angesetzte Finale, das vor 3200 Zuschauern mit 0:6 verloren wurde.
Zu diesem Verein in die verbandsübergreifende Regionalliga West gewechselt und die Saison 1985/86 als Drittplatzierter abgeschlossen, war sie das zweite Mal für die Endrunde um die Deutsche Meisterschaft qualifiziert. Von den sechs Spielen bis zum erneuten Finale wurden fünf nach Hin- und Rückspiel gewonnen, bis auf das Rückspiel im eigenen Stadion, das der FC Bayern München mit 2:0 gewann.
Das am 28. Juni 1986 im eigenen Stadion vor 2000 Zuschauern gegen den FSV Frankfurt ausgetragene Finale wurde jedoch mit 0:5 deutlich verloren, wie auch das zuvor am 3. Mai 1986 im Berliner Olympiastadion angesetzte Finale um den DFB-Pokal vor 10.000 Zuschauern mit 0:2 gegen den TSV Siegen. 
Doch am 26. Juni 1988, als Erstplatzierter aus der Regionalliga West hervorgegangen, gewann sie bei ihrer insgesamt vierten Finalteilnahme ihren ersten Titel. Im Stadion An der Paffrather Straße wurde das Finale gegen den KBC Duisburg mit 5:4 im Elfmeterschießen entschieden, nachdem Claudia Reichler, die Torfrau, den fünften Elfmeter für ihre Mannschaft über das Tor schoss.

### Nationalmannschaft
Für die A-Nationalmannschaft bestritt sie einzig das am 7. September 1983 in Basel ausgetragene Länderspiel. Beim 2:0-Sieg im Testspiel gegen die Schweizer Nationalmannschaft wurde sie in der 35. Minute für Anne Trabant-Haarbach ausgewechselt.   

## Erfolge
SSG 09 Bergisch Gladbach
- Deutscher Meister 1988
- Zweiter der Deutschen Meisterschaft 1986
- Mittelrheinmeister 1986, 1987, 1988
- DFB-Pokal-Finalist 1986

Tennis Borussia Berlin
- Zweiter der Deutschen Meisterschaft 1983
- Berliner Meister 1983, 1984